# سيد أحمد فروخي
سيد أحمد فروخي (11 يوليو 1967 - 17 يونيو 2022)، هو سياسي جزائري.

## حياته
ولد في 11 يوليو 1967 ببولوغين (الجزائر العاصمة). عُين وزيرًا للصيد البحري والموارد الصيدية في حكومة عبد المالك سلال ووزيرًا للصيد البحري في حكومة عبد العزيز جراد، توفي في 17 يوليو 2022.

## سيرة
أصبح وزيراً للصيد البحري والموارد الصيدية ثم الفلاحة والتنمية الريفية والصيد البحري على التوالي من عام 2012 إلى عام 2015 ومن عام 2015 إلى يونيو 2016. ثم عاد ليعمل أستاذاً جامعياً.
في الانتخابات التشريعية لعام 2017، وضعته جبهة التحرير الوطني على رأس قائمة ولاية الجزائر العاصمة.
في 4 مارس 2019، بعد احتجاجات 2019 في الجزائر، استقال من منصبه كنائب ومن الحزب.
في 3 يناير 2020، عين وزيرا للصيد البحري ضمن حكومة عبد العزيز جراد.
توفي يوم 17 يونيو 2022 إثر سكتة قلبية.